# Grb Južne Afrike
Grb Južnoafričke Republike na snazi je od 27. travnja 2000. Osnovu grba čini moto "ǃke e: ǀxarra ǁke" (Različiti ljudi ujedinite se), napisan na kljovama od slona. Iznad se nalazi štit s figurama dva čovjeka koji se pozdravljaju. Iznad štita se nalazi koplje, biljka protea, ptica "sekretar" i izlazeće sunce.

## Također pogledajte
- Zastava Južnoafričke Republike